# HD248208
HD248208 є хімічно пекулярною зорею спектрального класу
A2 й має видиму зоряну величину в смузі V приблизно 10,7.